# Монтроуз (Арканзас)
Монтроуз (енгл. Montrose) град је у америчкој савезној држави Арканзас.

## Демографија
По попису из 2010. године број становника је 354, што је 172 (-32,7%) становника мање него 2000. године.
| Група             | 2000.       | 2010.       |
| Белци             | 138 (26,2%) | 107 (30,2%) |
| Афроамериканци    | 378 (71,9%) | 226 (63,8%) |
| Азијати           | 0 (0,0%)    | 0 (0,0%)    |
| Хиспаноамериканци | 10 (1,9%)   | 22 (6,2%)   |
| Укупно            | 526         | 354         |